# Révolte de Reggio
Années de plomb italiennes
La révolte de Reggio (Moti di Reggio) s'est produite à Reggio de Calabre, en Italie, de juillet 1970 à février 1971. La cause des manifestations est une décision du gouvernement de faire de Catanzaro, et non de Reggio de Calabre, la capitale régionale de la Calabre,. La nomination d'une capitale régionale est le résultat d'un programme de décentralisation du gouvernement italien, dans le cadre duquel sont créées quinze régions gouvernementales dotées de leurs propres conseils d'administration et d'une certaine autonomie locale.

## Contexte
La protestation à Reggio de Calabre éclate en juillet 1970 lorsque la ville beaucoup plus petite de Catanzaro (82 000 habitants contre 160 000 à Reggio) est choisie comme capitale régionale de la Calabre. Les habitants de Reggio  attribuent le succès de leurs rivaux aux « barons rouges de Rome », un groupe influent de politiciens calabrais de centre-gauche de Cosenza et Catanzaro, dont le vice-Premier ministre Giacomo Mancini.
Le 14 juillet, une grève générale est déclenchée et cinq jours de combats de rue font un mort et plusieurs policiers blessés. Une force de 5 000 policiers armés et carabiniers est transférée dans la zone. Le gouvernement national ordonne à RAI TV, une entreprise publique, de ne pas rapporter l'insurrection. Néanmoins, la révolte prend de l'ampleur et suscite de la sympathie.
Des barrages routiers et ferroviaires immobilisent l'économie de tout le pays. Des grèves, des barricades et des rails détruits obligent les trains du nord de l'Italie à s'arrêter à Vibo Marina soit à deux heures de Reggio. L'autoroute principale nord-sud de l'Italie, l'autoroute du soleil est fermée. Lorsque le port de Reggio est bloqué, des centaines de camions et de wagons de fret sont contraints de rester de l'autre côté du détroit de Messine.

## Les néo-fascistes prennent le relais
La révolte a été reprise par de jeunes néo-fascistes du Mouvement social italien (Movimento Sociale Italiano - MSI), appuyés par la 'Ndrangheta,,. Francesco Franco, un dirigeant syndical du Syndicat national des travailleurs italiens (CISNAL) proche du mouvement néo-fasciste, est devenu le chef informel du Comité d'action des rebelles et de la révolte. « Boia chi molla » (mort aux lâches) a été le cri de ralliement de la droite lors de la révolte. La plupart des journaux italiens ont qualifié les manifestants de fascistes et de hooligans contre le gouvernement de centre-gauche de Rome,   mais selon le Time Magazine, la révolte a traversé les barrières de classe, citant le maire de Reggio à l'époque, Pietro Battaglia, qui a déclaré qu'il s'agissait d'une « révolte des citoyens ».
Le 22 juillet 1970, une bombe explose sur le train Palerme-Turin dans la ville calabraise de Gioia Tauro, faisant 6 morts et 13 blessés. Le massacre de Gioia Tauro est lié à la révolte. En 1993, Giacomo Lauro, un ancien membre de la 'Ndrangheta, a déclaré qu'il avait fourni les explosifs à des personnes liées aux dirigeants de la révolte. La 'Ndrangheta était prête à soutenir les forces subversives. Les quartiers généraux des partis et des syndicats ont été bombardés, de même que les voitures d'hommes politiques accusés de trahison et de magasins, car ils ne se sont pas joints aux grèves.
Entre juillet et septembre 1970, il y a eu 19 jours de grèves générales, 32 barrages routiers, 12 attentats à la bombe, 14 occupations de la gare et deux du bureau de poste, ainsi que de l'aéroport et de la chaîne de télévision locale. La préfecture de la région a été agressée à six reprises et le siège de la police à quatre reprises. 426 personnes ont été accusées d'atteinte à l'ordre public, de leur propre aveu, de nombreuses actions de style guérilla urbaine durant la révolte ont été coordonnées et dirigées par des membres d'Avanguardia Nazionale.
Le 17 septembre 1970, Franco est arrêté avec d'autres dirigeants de la révolte sous l'inculpation d'incitation à commettre un délit visant une centaine de personnes. La nouvelle de l'arrestation provoque de violentes réactions, en particulier dans la banlieue délabrée de Sbarre. Deux armureries sont prises d'assaut et environ cinq cents personnes attaquent le poste de police. Au moins 6 000 policiers ont été déployés dans de nombreuses régions d'Italie pour tenter d'arrêter les violences. Franco est libéré le 23 décembre 1970.
En octobre 1970, après que trois policiers soient blessés par balle, le Premier ministre Emilio Colombo décide de s'attaquer au conflit. Colombo avertit que le gouvernement aurait recours à la force pour rétablir l'ordre si nécessaire. Quelque 4 500 soldats sont envoyés à Reggio de Calabre. C'est la première fois que l'armée italienne a pour mission d'écraser un désordre civil en 25 ans. La décision sur l'emplacement du gouvernement de la Calabre est déclarée « provisoire » et l'assurance est donnée que la question serait discutée au Parlement italien en vue d'une décision finale. Les tensions se sont apaisées pendant un moment, mais de nouvelles manifestations et de nouvelles violences éclatent en janvier 1971 lorsque le Parlement décide que l'assemblée régionale doit désigner la capitale de la Calabre.

## Fin du conflit
Le 31 janvier 1971, quatre chefs du Comité d'action des rebelles sont arrêtés pour « incitation à la violence ». Francesco Franco échappe à son arrestation mais finit par être arrêté le 5 juin 1971 après une bagarre lors d'un rassemblement du parti néo-fasciste MSI à Rome. En février 1971, la journaliste Oriana Fallaci peut interviewer le fugitif Franco pour L'Europeo. Celui-ci explique que beaucoup de jeunes potentiellement gauchistes « sont aujourd'hui des fascistes simplement parce qu'ils croient que la bataille de Reggio est interprétée de manière juste par les fascistes ».
Le 23 février 1971, des véhicules blindés entrent dans le quartier de Sbarre, où une république éphémère, la Repubblica di Sbarre Centrali est proclamée. La révolte est finalement réprimée. Selon les chiffres officiels du ministère italien de l'Intérieur, il y aurait eu 3 morts et 190 policiers et 37 civils blessés. D'autres sources mentionnent 5 morts et des centaines de blessés.
Le soi-disant « paquet Colombo », nommé en l'honneur du premier ministre de l'époque, Emilio Colombo, proposant de construire le cinquième centre métallurgique à Reggio , comprenant un terminal de chemin de fer et le port de Gioia Tauro, un investissement de 3 milliards de lires qui créerait 10 000 emplois de Reggio a contribué à éteindre la révolte.